# Hrvoje Bartolović
Hrvoje Bartolović (auch Vojko Bartolović genannt) (* 15. Juni 1932 in Zagreb, Königreich Jugoslawien; † 3. November 2005 in Zagreb, Kroatien) war ein jugoslawischer Großmeister für Schachkomposition.
Bartolović war nach Nenad Petrović der bekannteste kroatische Schachkomponist. Seit dem Sommer 1948 schuf er mehr als 800 Kompositionen. 1956 wurde er zum Internationalen Schiedsrichter für Schachkomposition ernannt.
1965 wurde er Weltmeister in der Komposition von Zweizügern und 1980 Großmeister für Schachkomposition. Insgesamt erschienen 81 seiner Werke in FIDE-Alben.